# 慢 (米兰·昆德拉)
《慢》（法语原名：La Lenteur）最早出版于1994年，是米兰·昆德拉后期的作品。
该书仅有一百余页，在篇幅上虽比不上《玩笑》、《笑忘录》、《不能承受的生命之轻》等米兰·昆德拉前期的作品，但该作品延续了米兰·昆德拉作品的一贯风格，在该书中作者运用幽默的词句，刻画出一幅幅生动的具有讽刺意味的场景，对人们在生活中所表现出的虚伪、虚荣、势利等阴暗面进行了嘲讽。